# Biquefarre
Série
Farrebique
(1946)
Pour plus de détails, voir Fiche technique et Distribution.
Biquefarre est un documentaire-fiction français réalisé par Georges Rouquier et sorti en 1983.

## Synopsis
Rouquier retourne, 38 ans après, sur les lieux du tournage de Farrebique, près de Goutrens, dans l'Aveyron (Midi Pyrénées, Massif central), continuant la saga de sa propre famille. Ici c'est le monde qui a changé, les cuisines sont maintenant habillées de formica, l'agriculture est en passe de devenir une industrie mais les personnages sont toujours aussi vrais.
En 1983, Rouquier arrive à convaincre les personnes qui ont joué dans Farrebique (1946) de se soumettre une nouvelle fois à l'œil de la caméra. L'histoire que Georges, leur ami et cousin, leur demande de représenter dans le film, n'est pas loin de leur propre histoire: l'agriculture est devenue une industrie, il faut s'agrandir ou disparaître. La terre de la ferme Biquefarre est en vente, qui l'achètera ? Autour de cette trame, l'amour conjugal de Henri et Maria, la maladie de Roch, et les images du passé se mêlant à celles du présent, en contrepoint au récit.

## Fiche technique
- Titre : Biquefarre
- Réalisation : Georges Rouquier
- Scénario : Georges Rouquier
- Photographie : André Villard
- Son : Patrice Couteaux, Pierre Lorrain, Alain Sempé
- Mixage : Gérard Lamps
- Musique : Yves Gilbert
- Montage : Geneviève Louveau
- Pays d'origine :  France
- Langue originale : français
- Format : couleur - 35 mm
- Durée : 90 minutes
- Genre : documentaire
- Dates de sortie  :
  - Italie : septembre 1983 (Mostra de Venise)
  - États-Unis : octobre 1983 (festival de Chicago)
  - France : 4 avril 1984

## Distinctions
- Mostra de Venise 1983 : Grand Prix spécial du jury